# Anolis cymbops
Espèce
Synonymes
- Norops cymbops (Cope, 1864)

Statut de conservation UICN

 DD  : Données insuffisantes
Anolis cymbops est une espèce de sauriens de la famille des Dactyloidae. 

## Répartition
Cette espèce est endémique du Veracruz au Mexique.

## Publication originale
- Cope, 1864 : Contributions to the herpetology of tropical America. Proceedings of the Academy of Natural Sciences of Philadelphia, vol. 16, p. 166-181 (texte intégral).